# Diócesis de Katsina
La diócesis de Katsina (en latín: Dioecesis Katsinensis y en inglés: Roman Catholic Diocese of Katsina) es una circunscripción eclesiástica de la Iglesia católica en Nigeria. Se trata de una diócesis latina, sufragánea de la arquidiócesis de Kaduna. Desde el 16 de octubre de 2023 su obispo electo es Gerald Mamman Musa.

## Territorio y organización
La diócesis tiene 29 000 km² y extiende su jurisdicción sobre los fieles católicos de rito latino residentes en el estado de Katsina y en parte del estado de Zamfara.
La sede de la diócesis se encuentra en la ciudad de Katsina, en donde se halla la Catedral de San Martín de Porres.
En 2023 en la diócesis existían 10 parroquias.

## Historia
La diócesis fue erigida el 16 de octubre de 2023 por el papa Francisco, derivando el territorio de la diócesis de Sokoto.

## Estadísticas
Según el boletín que comunicó la erección de la diócesis tenía en 2023 un total de 19 000 fieles bautizados.
| Año                                                                             | Población            | Población | Población      | Sacerdotes | Sacerdotes    | Sacerdotes    | Bautizados por sacerdote | Diáconos permanentes | Religiosos | Religiosos | Parroquias |
| Año                                                                             | Bautizados católicos | Total     | % de católicos | Total      | Clero secular | Clero regular | Bautizados por sacerdote | Diáconos permanentes | Varones    | Mujeres    | Parroquias |
| ------------------------------------------------------------------------------- | -------------------- | --------- | -------------- | ---------- | ------------- | ------------- | ------------------------ | -------------------- | ---------- | ---------- | ---------- |
| 2023                                                                            | 19 000               | 9 669 439 | 0.2            | 12         | 11            | 1             | 1583                     |                      |            | 5          | 10         |
| Fuente: Catholic-Hierarchy, que a su vez toma los datos del Anuario Pontificio. |                      |           |                |            |               |               |                          |                      |            |            |            |

## Episcopologio
- Gerald Mamman Musa, desde el 16 de octubre de 2023